# 贾统·萨布奈莱
贾统·萨布奈莱（英語：Khatun Sapnara；1967年4月29日—），是一名孟加拉裔英国法官。她於2006年被任命為英國皇室法院的特委法官，2014年獲任為在皇室法院與家事訴訟法院聆訊的巡迴法官，是首位在英國的司法機構中擔任高階職務的孟加拉裔人士。

## 早年生活
贾统·萨布奈莱於1967年出生於東巴基斯坦（今孟加拉國）錫爾赫特專區的錫爾赫特縣，幼年時即移民英國，其父Mimbor Ali曾參與孟加拉國解放戰爭並立有戰功，獲孟加拉政府表揚。萨布奈莱抵英國後，在查德韦尔希思学院就讀，1988年，自倫敦政治經濟學院畢業，獲得法學士學位。

## 職業生涯
1990年，萨布奈莱於中殿律師學院獲認許為大律師，專精於家庭法，並於2003年獲選加入家庭法律師公會（Family Law Bar Association Committee），是加入該公會的第一位少數族裔人士。2004年，她受時任大法官的范克林勳爵任命為家事司法理事会的成員，該理事會由一群法律專家組成，負責向政府提供與家事法律有關的建言。2006年，她獲任命為皇家法院的特委法官。2014年3月，萨布奈莱獲任命為東倫敦家事法院（East London Family Court ）與京士頓皇家法院（Kingston Crown Court）的巡迴法官。
萨布奈莱是名譽犯罪相關法律的專家，參與編纂了2007年通過、保護強迫婚姻受害者的2007年強迫婚姻（民事保護）法令。2012年，在將強迫婚姻刑事化的提案中，萨布奈莱反對將強迫婚姻非法化，認為此舉可能使被害者因擔心家人面臨法律訴訟而不尋求協助。
2003年至2014年，萨布奈莱擔任妇女权益保护组织Ashiana Network的主席，該組織為受家庭暴力或強迫婚姻的婦女提供幫助與庇護。她還擔任了法官培訓學院等與家事法律有關的慈善機構與志願部門的主席。

## 榮譽
2015年1月，萨布奈莱因作為第一位在英國的司法機構中擔任高階職務的孟加拉裔英國人，獲選為該年度100位最有影響力的孟加拉裔英國人之一

## 個人生活
萨布奈莱是一名穆斯林，已婚，並有兩名子女。